# Strunz un Büggel
Walter „Strunz“ Lorenz (* 1950)  und Wolfgang „Büggel“ Raschke (* 1954) traten seit 1983 gemeinsam auf den Bühnen des rheinischen Karnevals auf, als „Strunz un Büggel – das rheinische Zwiegespräch“. 

## Geschichte
Der erste Auftritt fand anlässlich der Herseler Prinzenvortellung im November 1983 statt – damals noch als Lehrer und Schüler. Der Name Strunz un Büggel wurde erst 1989 kreiert, um das typisch rheinische im Zwiegespräch hervorzuheben.
Die Dialoge stellen Lorenz und Raschke selbst zusammen. In den ersten Jahren traten sie im „Dreiländereck“ Bonn – Beuel – Hersel auf, später erweiterten sie ihre Auftritte auf Aachen, Kleve und Koblenz. Als Mitglieder im Tambourcorps Germania, im MGV Aegidius und im Theaterverein Edelweiß stehen sie auch in anderen Funktionen auf oder hinter der Bühne. Als Moderatoren bei der Herseler Sessionseröffnung und Proklamation mit dem Namen „Alles unger enem Hoot“ oder als Präsidenten der Herrensitzung sind die beiden aktiv im Herseler Vereinsleben.
Mehrfach waren Strunz un Büggel aktiver Teil der ARD-Fernsehsitzung.
Am 25. Februar 2020 feierten Strunz un Büggel offiziell in der Rheinhalle in Bornheim-Hersel Bühnenabschied.

## Mitgliedschaften und Auszeichnungen
Seit 1988 Mitglied der Vereinigung Bonner Karnevalisten (VBK) und seit 1989 in Hürth bei der Vereinigung Landrheinischer Karnevalisten (VLK). Für ihr soziales Engagement im Karneval wurden sie bereits 1996 mit der Josef-Gresser-Medaille der VLK und dem Verdienstorden der Bonner Karnevalisten ausgezeichnet.
Außerdem engagieren sich die beiden beim Projekt Knatsch Verdötscht.